# Man Asian Literary Prize
Il Man Asian Literary Prize è stato un riconoscimento letterario assegnato al miglior romanzo scritto o tradotto in inglese da un autore proveniente dall'Asia.
Istituito nel 2007 dal Man Group, sponsor principale del Booker Prize dal 2012, riconosceva a ciascun vincitore un premio di 30000 dollari.
Da una prima longlist di 10-15 titoli annunciati a Ottobre e scelti tra i libri pubblicati nello stesso anno, si passava a una shortlist di 5-6 opere scelte a gennaio fino all'annuncio del vincitore che avveniva solitamente a marzo.
L'ultima edizione si è svolta nel 2012, anno in cui il Man Group ha cessato di supportare il riconoscimento nel contesto di una riduzione dei costi pari a 100 milioni di dollari, nonostante il prestigio raggiunto dal premio e la ricerca di una nuova sponsorizzazione.

## Albo d'oro
| Anno | Autore          | Nazionalità              | Romanzo                     | Traduzione italiana               | Note   |
| ---- | --------------- | ------------------------ | --------------------------- | --------------------------------- | ------ |
| 2007 | Jiang Rong      | Cina (bandiera)          | Wolf Totem                  | Il totem del lupo                 | [ 8 ]  |
| 2008 | Miguel Syjuco   | Filippine (bandiera)     | Ilustrado                   | Ilustrado                         | [ 9 ]  |
| 2009 | Su Tong         | Cina (bandiera)          | The Boat to Redemption      |                                   | [ 10 ] |
| 2010 | Bi Feiyu        | Cina (bandiera)          | Three Sisters               | Le tre sorelle                    | [ 11 ] |
| 2011 | Kyung-sook Shin | Corea del Sud (bandiera) | Please Look After Mom       | Prenditi cura di lei              | [ 12 ] |
| 2012 | Tan Twan Eng    | Malaysia (bandiera)      | The Garden of Evening Mists | Il giardino delle nebbie notturne | [ 13 ] |